# Francisco Munis Barreto de Aragão

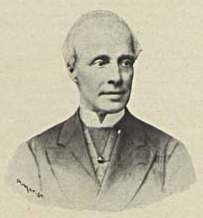
O Visconde de Paraguaçu

Francisco Munis Barreto de Aragão, 2.º barão e 1.º e único Visconde de Paraguaçu (Bahia, 11 de agosto de 1813 — Hamburgo, 25 de julho de 1901) foi um diplomata brasileiro.
Filho de Salvador Munis Barreto de Aragão, 1º barão de Paraguaçu. Foi cônsul do Brasil em Hamburgo, faleceu solteiro.
Agraciado cavaleiro da Imperial Ordem de Cristo, grande dignitário da Imperial Ordem da Rosa, comendador da Ordem do Libertador Bolívar, da Venezuela, cavaleiro da Ordem Grã-Ducal de Baden e do Leão de Zaehingen. Agraciado barão em 17 de julho de 1872, elevado a visconde em 10 de novembro de 1883.

## Ligação externa
- Página de A Nobreza Brasileira de A a Z